# Acer eucalyptoides
Acer eucalyptoides là một loài thực vật có hoa trong họ Bồ hòn. Loài này được W.P.Fang & Y.T.Wu mô tả khoa học đầu tiên năm 1979.